# 滇小勾儿茶
滇小勾儿茶（学名：Berchemiella yunnanensis）为鼠李科小勾儿茶属下的一个种。其种加词 yunnanensis 意为“云南的”。